# Statua equestre di Domiziano
La statua equestre di Domiziano (il latino Equus Domitiani) era un monumento onorario del Foro Romano, eretto nel 91 per commemorare le vittorie dell'imperatore contro i Germani degli anni 83-85 e collocato al centro della piazza dove oggi resta solo una cavità di forma rettangolare del basamento.

## Storia
Della statua è possibile farsi un'idea precisa grazie alla descrizione di Stazio, ed è anche raffigurato su di una moneta coeva (British Museum, Londra). Il cavallo aveva una zampa sollevata e al di sotto di essa, sul basamento, vi era una raffigurazione del Reno e la scritta che recitava:
(CIL VI, 31263.)
In loco si vedono ancora tre blocchi di travertino, inseriti entro una massiccia opera cementizia, con fori dove erano fissati i perni metallici, che ancoravano i piedi della statua attraversando il basamento. L'altezza del monumento si presume sia stata di circa 8 metri (12 o 13 considerando anche il basamento). Quasi certamente venne abbattuta dopo l'uccisione dell'imperatore, nel 96. Non venne reintegrato il pavimento probabilmente perché vi venne collocato sopra un altro edificio, si suppone la Tribuna visibile al centro del Foro nei rilievi traianei conservati nella Curia, che provengono forse dalla Tribuna stessa. Anche questa installazione venne rimossa (i rilievi furono infatti posti su due appositi basamenti più a nord) per far spazio a qualcos'altro, forse la statua di Settimio Severo, o quella di Costantino.